# Scutigeromorpha
Scutigeromorpha é uma ordem de centopeias anamórficas com até 15 pares de pernas articuladas, antenas multisegmentadas e olhos compostos. Este grupo integra as comuns centopeias domésticas.

## Descrição
A ordem Scutigeromorpha é composta por espécies de centopeias anamórficas, com até 15 segmentos corporais com pernas longas e finas, com tarsos múltiplos. São criaturas caracterizadas por movimentos rápidas, capazes de suportar quedas de considerável altura arrancando de imediato com uma velocidade superior a 15 comprimentos corporais por segundo.
Esta ordem agrupa o único grupo conhecido de centopeias que reteve os olhos compostos, nos quais a camada cristalina é análoga à encontrada entre os Chelicerata e insectos, o que se tem revelado como de importante significado filogenético. Também apresentam longas antenas flageliformes multisegmentadas.
O grupo é o único taxon extante representativo dos Notostigmomorpha, definidos por apresentarem um único espiráculo na região posterior de cada placa dorsal. Os restantes grupos de Chilopoda são considerados menos basais e apresentam uma maior diversidade e número de aberturas espiraculares na região lateral do corpo, razão pela qual são agrupados no taxon Pleurostigmomorpha. Alguns apresentam mesmo vários espiráculos não emparelhados ao longo da sua linha dorsal e na região próxima da secção posterior dos tergitos.
A ordem inclui três famílias: Psellioididae, Scutigeridae e Scutigerinidae.